# UGM-96 Trident I
UGM-96 Trident I, або Trident C4 - американська балістична ракета підводних човнів, розроблена компанією Lockheed Martin Space Systems у Саннівейлі, Каліфорнія. Trident I, вперше прийнята на озброєння у 1979 році, замінила ракету Poseidon. Вона була знята з озброєння у 2005 році та замінена на Trident II.
Ракета була триступеневою з твердопаливним двигуном, здатною нести до восьми боєголовок W76 у Mark 4 RB.
Перші вісім підводних човнів типу «Огайо» були озброєні ракетами Trident I. Дванадцять підводних човнів типів «Джеймс Медісон» та «Бенджамін Франклін» також були переозброєні ракетами Trident I, замість старих ракет Poseidon.
У 1980 році Військово-морські сили Великої Британії запросили ракети Trident I згідно з Угодою про продаж ракет Polaris. У 1982 році угода була змінена на постачання Trident II замість них.